# 大叶假鹤虱
大叶假鹤虱（学名：Eritrichium brachytubum）为紫草科齿缘草属的植物，是中国的特有植物。分布于尼泊尔以及中国大陆的四川、云南、甘肃、西藏等地，生长于海拔2,900米至3,800米的地区，多生长在山坡及林下，目前尚未由人工引种栽培。